# アレクサンドラ (小惑星)
アレクサンドラ (54 Alexandra) は、太陽系の比較的大きく暗い小惑星のひとつ。火星と木星の間の軌道を公転している。研究者によってはかなり小規模な小惑星族を代表する小惑星とされる。
1858年にヘルマン・ゴルトシュミットにより発見された。ドイツの探検家アレクサンダー・フォン・フンボルトにちなみ命名された。
2005年4月17日に、アメリカとメキシコの複数箇所でアレクサンドラによる8.5等星の食（掩蔽）が観測され、その時刻が測定された。観測結果から作成された断面形状は、長軸と短軸が 160 × 135 km (±1 km) のほぼ楕円形であった。